# 維克托里夫卡 (普里阿佐夫西克區)
46°32′36″N 35°25′39″E / 46.54333°N 35.42750°E
維克托里夫卡（烏克蘭語：Вікторівка）是位於烏克蘭東南部的村莊，由扎波羅熱州梅利托波爾區的亞歷山德里夫卡市鎮負責管轄。該村始建於1910年，面積0.71平方公里，海拔高度5米，2001年人口69，人口密度每平方公里97.3人。